# Gregorio Benítez
Gregorio Benítez Pérez, (Camagüey, 28 de noviembre de 1842 - Oriente, 14 de octubre de 1880), fue un militar y patriota cubano. Fue uno de los primeros camagüeyanos alzados en noviembre de 1868. Alcanzó el grado de general de brigada del Ejército Libertador cubano. Murió asesinado.

## Guerra de los Diez Años
Su primer combate fue el de Bonilla, el 28 de noviembre de 1868. El 27 de marzo de 1870 combatió en Consuegra, con el grado de comandante. Fue ascendido a teniente coronel el 30 de septiembre de 1872. El 12 de noviembre de 1872 fue designado jefe de un batallón de la "Brigada Sur" de Camagüey. 
Fue ascendido a coronel el 27 de junio de 1873, subordinado al brigadier Henry Reeve. Ese año participó en los ataques a Nuevitas, el 25 de agosto, y a Santa Cruz del Sur, el 28 de septiembre. así como en los combates de La Sacra, el 9 de noviembre, y Palo Seco, el 2 de diciembre, donde fue herido.
El 28 de enero de 1874, el Mayor General Máximo Gómez lo designó jefe de los distritos este y sur de la provincia de Camagüey. Combatió en la Batalla de las Guásimas, del 15 al 19 de marzo de 1874. Estuvo en el ataque a Cascorro, el 30 de noviembre de 1874, y en los combates de El Zanjón y Montejo, el 28 de diciembre de 1874.
Al iniciar la invasión a Las Villas, el 6 de enero de 1875, cumplió las órdenes del general Gómez de hostigar al enemigo desde distintos puntos al mismo tiempo, mientras la columna invasora de Gómez atravesaba la Trocha de Júcaro a Morón.
El 4 de abril de 1875 combatió en San Miguel. El 15 de septiembre de ese mismo año fue ascendido a brigadier. Dos semanas después, el 4 de octubre, sustituyó a Reeve en el mando de la división Camagüey. Se mantuvo en ese cargo hasta el final de la guerra.
En agosto de 1876 atacó el poblado de Minas. También combatió en El Oriente, Las Tunas de Guaimarillo y Berraco Gordo. No estuvo de acuerdo con el Pacto del Zanjón del 10 de febrero de 1878, renunció al mando de la división y marchó al exilio en la Jamaica británica.

## Guerra Chiquita
Al comenzar la Guerra Chiquita, el Mayor General Calixto García, presidente del comité revolucionario cubano en Nueva York, le asignó la misión de introducirse en Cuba, en lugar del Mayor General Antonio Maceo, con el objetivo de fomentar grandes alzamientos en la isla. Con ese objetivo, salió de Jamaica, el 25 de septiembre de 1879, en la goleta "Adelaida", con diecisiete expedicionarios más.
Desembarcó el 28 de septiembre por La Palometa, al este de Chivirico, en la costa sur de Oriente. Encontró una situación muy desfavorable para sus propósitos. Días después, perseguido por el ejército español, marchó a Camagüey para sublevar a los conspiradores de esa provincia. Solamente pudo reclutar a unos pocos hombres que pronto se rindieron al enemigo.

## Asesinato
Ante el fracaso de la guerra, regresó a la provincia de Oriente para volver al exilio. Fue delatado por un pescador y la guerrilla de Campechuela lo capturó en Loma de Haitial, jurisdicción de Manzanillo. Fue macheteado hasta morir por sus captores y enterrado superficialmente, el 14 de octubre de 1880. Fue uno de los pocos altos oficiales cubanos muertos en el período de la Guerra Chiquita.